# Crisostomo Yalung
Crisostomo A. Yalung (* 3. Dezember 1953 in Angeles City) ist Altbischof von Antipolo.

## Leben
Crisostomo A. Yalung empfing am 23. Juni 1979 die Priesterweihe.
Papst Johannes Paul II. ernannte ihn am 25. März 1994 zum Weihbischof in Manila und Titularbischof von Ficus. Der Erzbischof von Manila, Jaime Lachica Kardinal Sin, spendete ihm am 31. Mai desselben Jahres die Bischofsweihe; Mitkonsekratoren waren Oscar V. Cruz, Erzbischof von Lingayen-Dagupan, und Paciano Basilio Aniceto, Erzbischof von San Fernando.
Am 18. Oktober 2001 wurde er zum Bischof von Antipolo ernannt. Von seinem Amt trat er am 7. Dezember 2002 zurück.